# ريتشارد إس. أير
ريتشارد إس. أير هو سياسي أمريكي، ولد في 9 أكتوبر 1829 في مونتفيل في الولايات المتحدة، وتوفي في 14 ديسمبر 1896 في ليبرتي في الولايات المتحدة. نشط حزبياً في الحزب الجمهوري. وقد انتخب عضو مجلس نواب الولايات المتحدة عن ولاية فرجينيا ‏ وانتخب عضو مجلس النواب الأمريكي ‏.